# Gamsutl
Gamsutl (awar. Гъамсукь) – wieś w Republice Dagestanu, w Rosji, nazywana "wieś-widmo", zamieszkiwana była wcześniej przez Awarów. Ostatni rdzenny mieszkaniec wsi zmarł w 2015 roku.

## Historia
Wieś Gamsutl jest położona wysoko w górach w Gunibskim rejonie w Dagestanie na wysokości około 1500 metrów n.p.m. Gamsutl z języka awarskiego oznacza „u stóp twierdzy chana”. Gamsutl jest jednym z najstarszych aułów na terenie Dagestanu, liczy ponad dwa tysiące lat, jeszcze w XX wieku tętnił życiem mając rozbudowaną infrastrukturę, dostęp do wody, drogę która prowadziła bezpośrednio do wsi, a także sklepy, szkołę, pocztę i szpital. 
Przydomek "wieś-widmo" powstał przez to, że jej mieszkańcy na przestrzeni ostatnich czterdziestu lat opuścili wioskę, głównie przeprowadzając się do większych i łatwiej dostępnych miast. Gamsutl jest też nazywany "rosyjskim Machu Picchu". 

## Turystyka
Obecnie wieś Gamstul jest jedną z największych atrakcji turystycznych Dagestanu. 

## Galeria

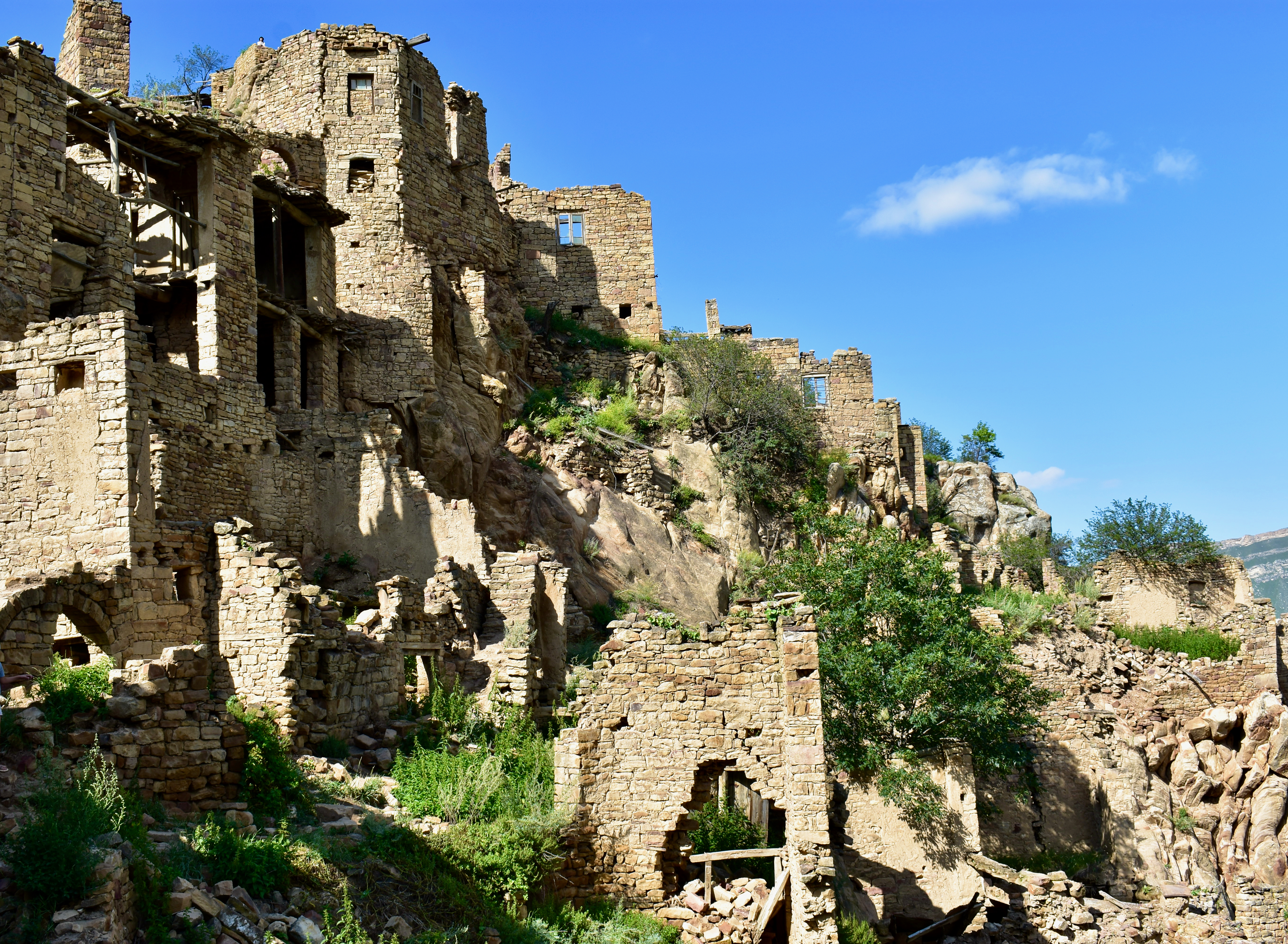
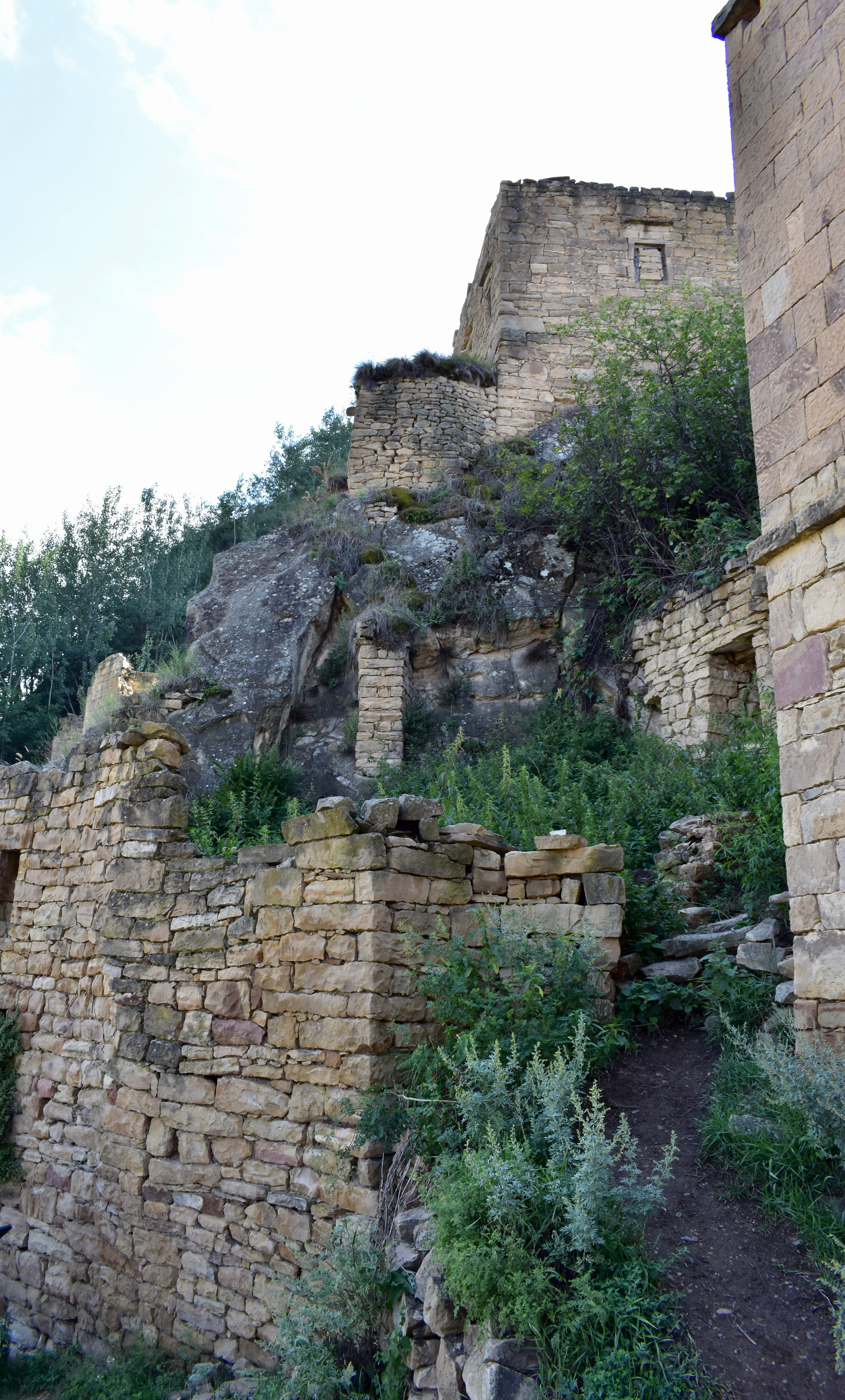
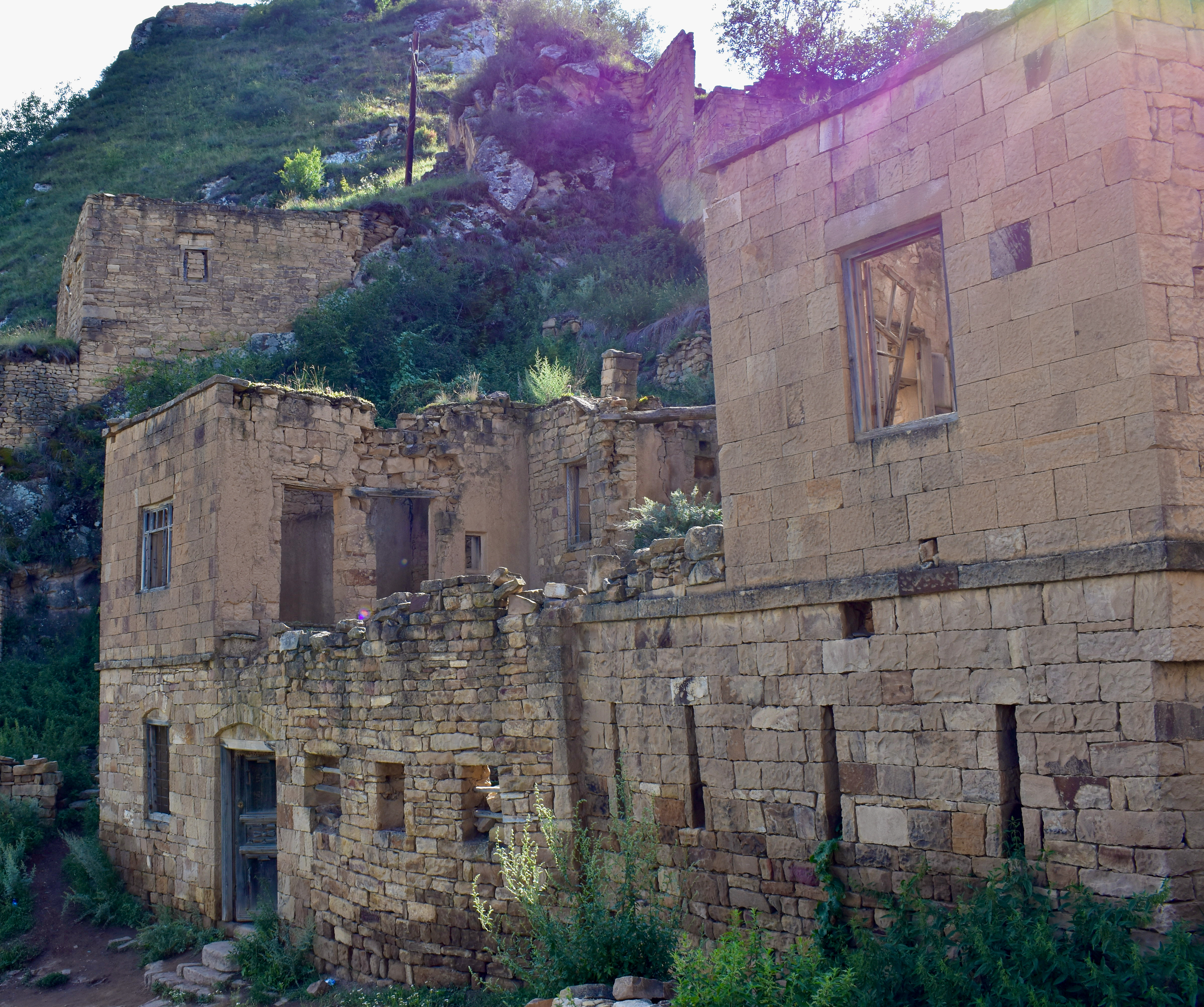
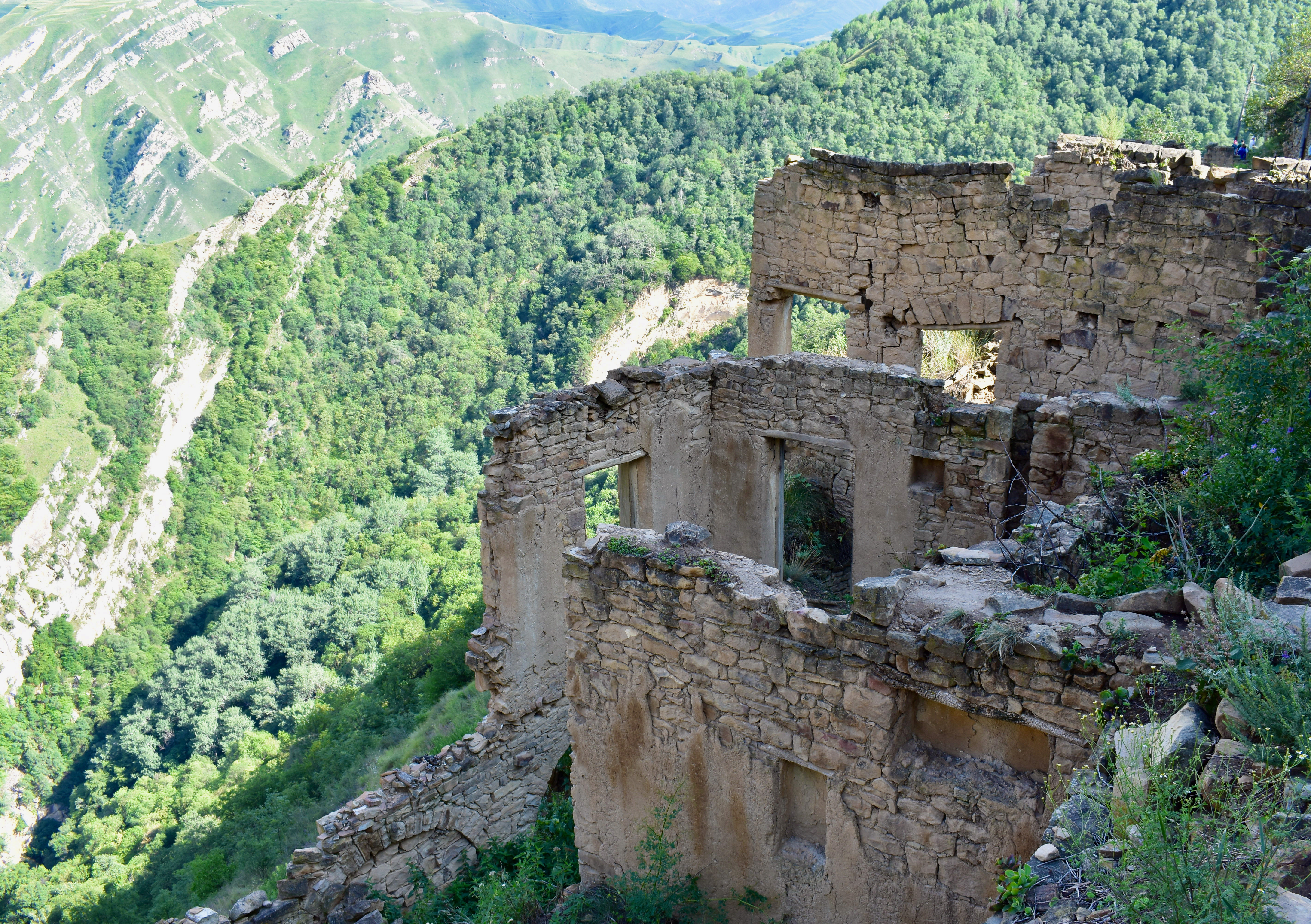
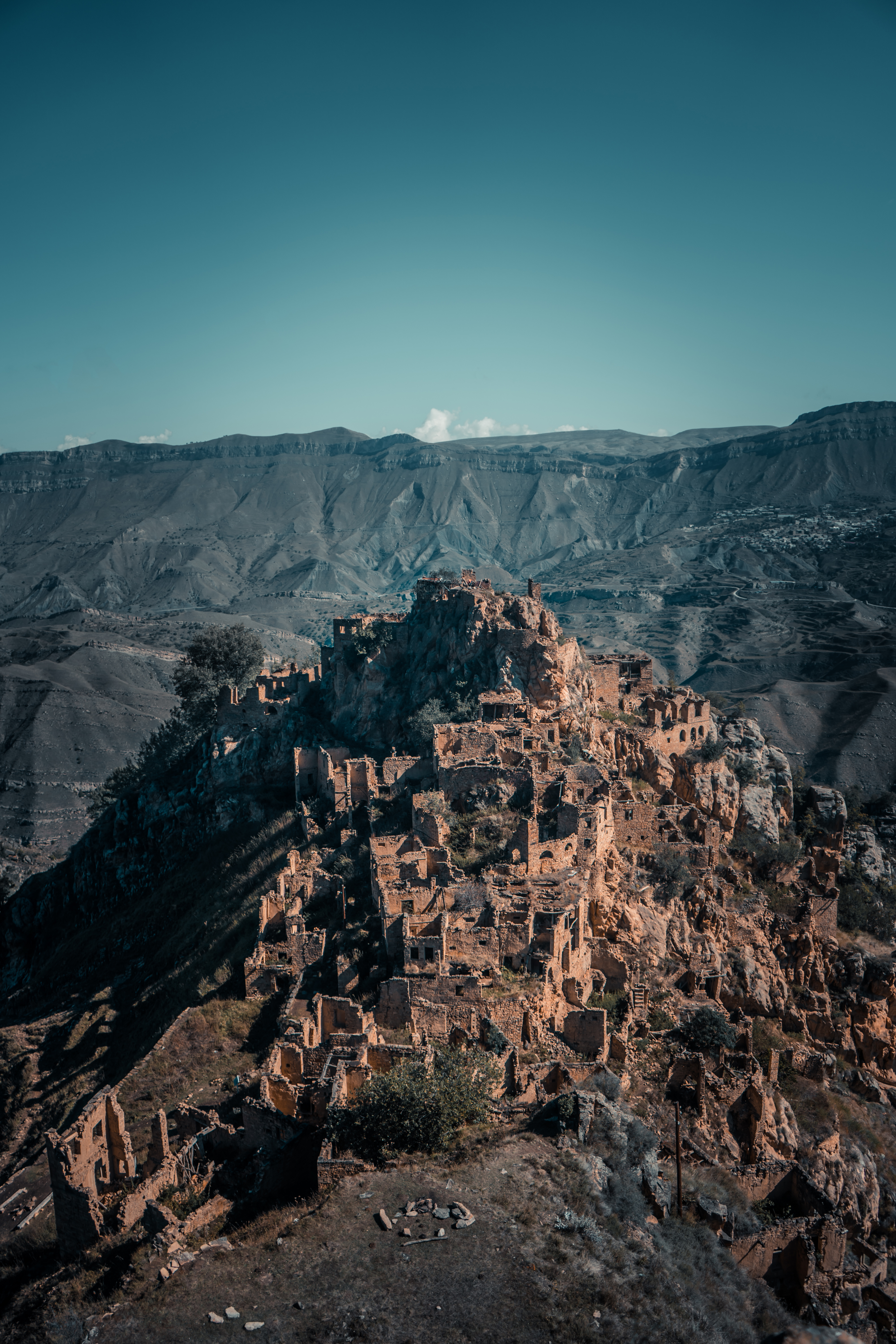